# طارق الشريف
طارق الشريف (1935 - 2013) ناقد فني سوري، وكاتب صحفي، ومصور فوتوغرافي.

## النشأة والدراسة
- سوري دمشقي تلقى تعليمه الابتدائي في مدينة حمص حيث كان والده يعمل صيدلانياً.
- تابع تعليمه الإعدادي والثانوي في ثانوية التجهيز الأولى (ثانوية جودت الهاشمي حاليا) بدمشق. 
- تخرّج في العام 1959 من قسم الفلسفة في جامعة دمشق ونال شهادة امتياز الأوائل والميدالية البرونزية.
- كان كاتباً صحفياً في جريدة الوحدة، الثورة، البعث وتشرين كما كتب في المجلات المحلية منذ بداية الستينات ثم تخصص بالنقد التشكيلي.

## المناصب والمهام
- بدأ العمل في وزارة الثقافة منذ عام 1960 وشغَلَ المناصب التالية:
- مدير «مركز أدهم إسماعيل للفنون التشكيلية» 1963 - 1978
- مدير «المركز الثقافي العربي» 1978 - 1979
- مدير «الفنون الجميلة» 1980 - 2000
-- رئيس تحرير مجلة الحياة التشكيلية 1980 - 2000
- عضو مؤسس في نقابة الفنون الجميلة 1970
- عضو في اتحاد الكتاب العرب 1971
- مقرر جمعية البحوث والدراسات في اتحاد الكتاب العرب 1979
- عضو مؤسس في نادي التصوير الضوئي 1982
- نشر منذ العام 1960 مئات الدراسات الفنية في الصحف والمجلات المحلية العربية (الآداب، الطليعة، الثقافة، المعرفة، الموقف الأدبي، الوحدة، بناة الأجيال، المعلومات وغيرها).
- ترجم بعض البحوث والمقالات الهامة وأعاد نشرها في المجلات المحلية.
- أشرف على تنظيم المعارض الفنية السورية داخل سوريا وخارجها في أكثر من 15 بلد عربي وأجنبي.
- ألقى العشرات من المحاضرات منذ الستينات وشارك في العديد من الندوات واللقاءات التي كانت تعقد على هامش المعارض المقامة في معظم المحافظات داخلياً وكذلك خارجياً.
- شارك في عشرات من لجان التحكيم الفنية المحلية والعربية والدولية للمعارض والمهرجانات والمسابقات.
- ساهم في إعداد العديد من البرامج الإذاعية عن الفن التشكيلي.
- تم تكليفه من قبل الموسوعة العربية بثلاثة عشر بحثاً عن بعض الفنانين السوريين والعالميين.
- كتب نقداً وتحليلاً عن أعمال معظم الفنانين في مقدمة دليل معارضهم الجماعية والفردية وكذلك المعارض السنوية.

## المؤلفات والمساهمات
من مؤلفاته:
_ عشرون فناناً من سوريا. منشورات وزارة الثقافة 1972
_ الفنان بول سيزان. منشورات وزارة الثقافة 1975
_ الفن واللافن. منشورات اتحاد الكتاب العرب 1983
_ نعيم إسماعيل فن حديث.. بروح عربية. منشورات وزارة الثقافة 1990
_ فاتح المدرس فن حديث.. بروح تعبيرية. منشورات وزارة الثقافة 1991
_ التشكيل العربي وتأصيل الهوية (حلقة دراسية مع عدد من المشاركين). بينالي الشارقة الدولي 1993
_ خمس فنانين من سورية (فاتح المدرس، غسان السباعي، محمّد غنّوم، عزالدين شموط، أحمد إبراهيم). صالة دمشق للفنون 1995
_ الفن التشكيلي في سوريا. دراسة عن مئة فنان سوري/ المنظمة العربية للتربية والثقافة والعلوم / تونس 1997
_ أسهم في تأليف كتاب: الفن التشكيلي المعاصر. دراسة عن 50 فناناً باللغة العربية والإنكليزية. 1998 . صالة أتاسي
_ شارك في سلسلة عن الفنانين السوريين باللغة العربية والإنكليزية. 1989 - 1998 . إعداد: محمد حسام الدين، حسان أبو عياش.
_ أسهم في تدقيق ومراجعة شاملة وكاملة لمعجم المصطلحات الفنية رقم 26 (عربي – إنكليزي – فرنسي). 1999 . مكتب تنسيق التعريب. المنظمة العربية للتربية والثقافة والعلوم. المغرب
_ الحياة التشكيلية. من العدد رقم 1 حتى العدد رقم 67 . وزارة الثقافة 1980-2000
_ لؤي كيالي حداثة فنية ومضمون إنساني. الأمانة العامة لإحتفالية دمشق عاصمة الثقافة العربية. 2008
_ نذير نبعة فنان الواقعية. الهيئة العامة السورية للكتاب. 2014

## الميداليات والشهادات
1959 ميدالية برونزية من جامعة دمشق لأوائل الخريجين (وزارة التربية والتعليم)
1980 ميدالية تقديرية من مركز الأبحاث للتاريخ والفنون والثقافة الإسلامية، إسطنبول. منظمة التعاون الإسلامي
1983 ميدالية ذهبية. معرض الكويت الثامن للفنانين التشكيليين العرب
1986 ميدالية تقديرية. المعرض الأول الضوئي للأطفال. دمشق
1987 براءة تقدير اللجنة التحضيرية للدورة العاشرة لألعاب البحر المتوسط
1989 براءة تقدير من السيد رئيس مجلس الوزراء في الجمهورية العربية السورية
1991 ميدالية تقديرية أصدقاء الفن التشكيلي لدول مجلس التعاون الخليجي
1992 شهادة تقديرية. المعرض الثاني للفنون التشكيلية لفناني دول مجلس التعاون في قطر
1993 براءة تقدير نقابة الفنون الجميلة. فرع دمشق. لمساهمته الفعالة في بينالي الشارقة الدولي
1993 ميدالية تقدير بينالي الشارقة الدولي الأول للفنون التشكيلية
1993 شهادة تقدير بينالي الإسكندرية لدول البحر المتوسط، مصر
1995 ميدالية تقدير مهرجان دمشق الثقافي الأول
1995 براءة تقدير محافظة مدينة دمشق
1995 ميدالية وشهادة تقدير نادي التصوير الضوئي
1995 ميدالية تقديرية بينالي الشارقة الدولي الثاني للفنون التشكيلية
1996 ميدالية تقديرية نقابة الفنون الجميلة لإبراز دور الفن
1997 ميدالية تقديرية بينالي الشارقة الدولي الثالث للفنون التشكيلية
1997 ميدالية وشهادة تقديرية اللجنة المنظمة لمهرجان المحبة الثاني اللاذقية كضيف شرف
1998 ميدالية تقديرية بينالي القاهرة الدولي الرابع للخزف. مصر
1998 ميدالية تقديرية بينالي القاهرة الدولي السابع. مصر
1999 شهادة تقدير من السيدة وزيرة الثقافة في الجمهورية العربية السورية
2011 براءة تقدير مركز أدهم اسماعيل للفنون الجميلة (ندوة ومعرض 9 فنانين) بعنوان: «مرحبا.....طارق الشريف»

## وصلات خارجية
- طارق الشريف على موقع أرشيف الشارخ.